# Melchior de Canalis
Melchior de Canalis est  un personnage de La Comédie humaine d'Honoré de Balzac, né en 1800 en Corrèze. Il apparaît dans un très grand nombre de romans ou nouvelles de La Comédie humaine, sans être « une présence remarquable ». Il fait partie du décor de fond de la vie intellectuelle et mondaine, mais sa personnalité n'est vraiment bien définie que dans Modeste Mignon où la jeune Modeste Mignon de La Bastie découvre sa fatuité.

## Chronologie
- En 1821, dans Illusions perdues, il se flatte de pouvoir faire admettre un fils d'apothicaire, Lucien de Rubempré, dans les salons de familles nobles. Considéré comme un des plus illustres poètes de l'époque, il nourrit une passion désespérée pour la duchesse de Chaulieu, tout en ayant l'air de faire la cour à la marquise d'Espard. À cette même époque, à Paris, il a son buste chez le libraire Dauriat comme Byron et Goethe.
- En 1824, il fréquente les mercredis de Célestine Rabourdin (Les Employés ou la Femme supérieure). Il « étudie la diplomatie » avec la duchesse de Chaulieu ; il a été nommé attaché d'ambassade à Madrid (Mémoires de deux jeunes mariées), il est maître des requêtes au conseil d'État, attaché au ministère des Affaires étrangères.
- En 1829, la jeune et romantique Modeste Mignon de la Bastie remarque ses œuvres complètes dans la vitrine d'un libraire du Havre où elle réside (Modeste Mignon). Elle entame une correspondance avec Canalis, qui, tout gonflé de son importance, ne daigne pas se charger lui-même de répondre à cette inconnue. Il confie cette tâche à Ernest de la Brière qui se fait passer pour lui. Il éprouve un peu de mépris pour cette jeune bourgeoise qui signe « O. d'Este M », mais lorsqu'il accompagne Ernest de la Brière au Havre, il découvre que derrière ce nom se cache une énorme fortune. Il veut alors séduire Modeste. Mais il est trop tard, Modeste a choisi d'épouser Ernest de la Brière.
- En 1830, il est présent à l'orgie organisée par Jean-Frédéric Taillefer dans La Peau de chagrin.
- En 1831, il assiste au raout de Félicité des Touches où il raconte la vie de Napoléon dans Autre étude de femme. À la même époque, dans Splendeurs et misères des courtisanes, sa liaison avec la duchesse de Chaulieu  est connue de tous.
- En 1835, dans Albert Savarus, il épouse une riche roturière, mademoiselle Moreau.
- En 1840, dans Béatrix, il est dans la loge de Béatrix de Rochefide au théâtre des Variétés et, en 1843, dans celle de la marquise d'Espard à l'Opéra.

Pour les références, voir :